# Stanislas Lyonnet
Stanislas Lyonnet (ur. 23 sierpnia 1902 w Saint-Étienne, zm. 8 czerwca 1986 w Rzymie) – francuski jezuita, biblista i orientalista, profesor Papieskiego Instytutu Biblijnego.

## Życiorys
W 1919 wstąpił do nowicjatu jezuickiego w Sainte-Foy-lès-Lyon, w 1924 uzyskał licencjat na Uniwersytecie w Grenoble. Następnie przez trzy lata uczył filologii klasycznej i greki w ramach formacji młodych jezuitów w Yzeure, po czym rozpoczął naukę w École pratique des hautes études. Tam w 1932 obronił pracę doktorską Le parfait en arménien classique. 24 sierpnia 1934 przyjął święcenia kapłańskie.
Po święceniach pomagał początkowo Marie-Joseph Lagrange'owi w pracach redakcyjnych w ramach serii Manuel de critique textuelle du Nouveau Testament. W ramach tej współpracy w 1935 ukazał się tom Introduction à l'étude du Nouveau Testament. Deuxième partie. Critique textuelle II. La critique rationnelle (Etudes bibliques). Otrzymał także propozycję pracy w École des Langues Orientales vivantes, gdzie miał wykładać język ormiański. Przełożeni polecili mu jednak dalsze studia biblijne.
Od 1936 studiował w Papieskim Instytucie Biblijnym (Biblicum) i obronił tam licencjat naukowy. W 1938 rozpoczął pracę na jezuickim wydziale teologicznym w Lyonie-Fourvière, prowadził tam wykład Pisma Świętego. W 1942 rozpoczął pracę na Wydziale Orientalnym Biblicum, jako profesor języka ormiańskiego i gruzińskiego. W 1943 obronił pracę doktorską La première version arménienne des évangiles et le Diatessaron. Étude sur les origines de la version arménienne (wyd. drukiem w 1950), napisaną pod kierunkiem Augustina Merka. Od roku akademickiego 1943/1944 do 1951 pracował na obu wydziałach Biblicum, na Wydziale Biblijnym prowadził wykłady z egzegezy listów św. Pawła. W 1945 został dziekanem Wydziału Biblijnego, a w 1951 zaprzestał pracy na Wydziale Orientalnym.
Na Wydziale Biblijnym zajmował się w kolejnych latach egzegezą Nowego Testamentu i teologią biblijną, podejmował tematykę grzechu, w tym grzechu pierworodnego. W swoich pracach podkreślał przymiot miłosierdzia Boga, objawiony w Jezusie Chrystusie. Dla Biblii Jerozolimskiej przetłumaczył List do Rzymian i List do Galatów.
Jego twórczość i metoda badawcza stała się na początku lat 60. przedmiotem gwałtownej polemiki, tzw. kontrowersji rzymskiej. Pomiędzy Papieskim Uniwersytetem Laterańskim i Papieskiem Instytutem Biblijnym już od lat 50. toczył się spór, co do zasadności stosowania w badaniach nad tekstem biblijnym metod właściwych dla krytyki literackiej. W 1960 o. Francesco Spadafora skrytykował zaproponowaną przez o. Lyonnet egzegezę Rz 5,12 odnosząca się do grzechu pierworodnego, w 1961 kardynał Ernesto Ruffini skrytykował ostro na łamach Osservatore Romano metodę krytyki literackiej widoczną w pracach o. Lyonnet i o. Maxa Zerwicka. 
Obu wykładowcom postawiono też zarzut "protestanckiej liberalnej egzegezy". 23 czerwca 1961 Kongregacja Świętego Oficjum wezwała ich, aby unikali takich stwierdzeń i opinii, które mogą zagrażać nauce o obiektywnej prawdzie historycznej Nowego Testamentu, po czym dekretem tej samej kongregacji z 10 września 1961 zostali pozbawieni prawa nauczania (o. Lyonnet zachował jednak stanowisko dziekana). W lutym 1964 zakaz ten uchylił jednak papież Paweł VI. O. Lyonnet wniósł następnie swój wkład w prace nad konstytucją soboru watykańskiego II Dei Verbum, a publikacja tego dokumentu zakończyła ostatecznie polemiki dotyczące jego osoby.
Stanislas Lyonnet pełnił funkcję dziekana Wydziału Biblijnego do 1967, następnie w latach 1967-1969 był wicerektorem Biblicum.
Był konsultorem Kongregacji Nauki Wiary, a w latach 1973-1979 członkiem Papieskiej Komisji Biblijnej. W 1982 wygłosił w Watykanie rekolekcje wielkopostne dla Jana Pawła II i kurii rzymskiej.